# Теодор Сівель
Теодор Сівель (фр. Théodore Henri Sivel; 10 листопада 1834, Сове  — 15 квітня 1875, Сірон)  — французький аеронавт, моряк і винахідник, один з піонерів повітроплавання. Спроектував і виготовив повітряну кулю «Зеніт» і в 1875 році, разом з Гастоном Тіссандьє й Жозефом Кроче-Спінеллі здійснив політ на рекордну висоту 8 600 метрів.

## Життєпис

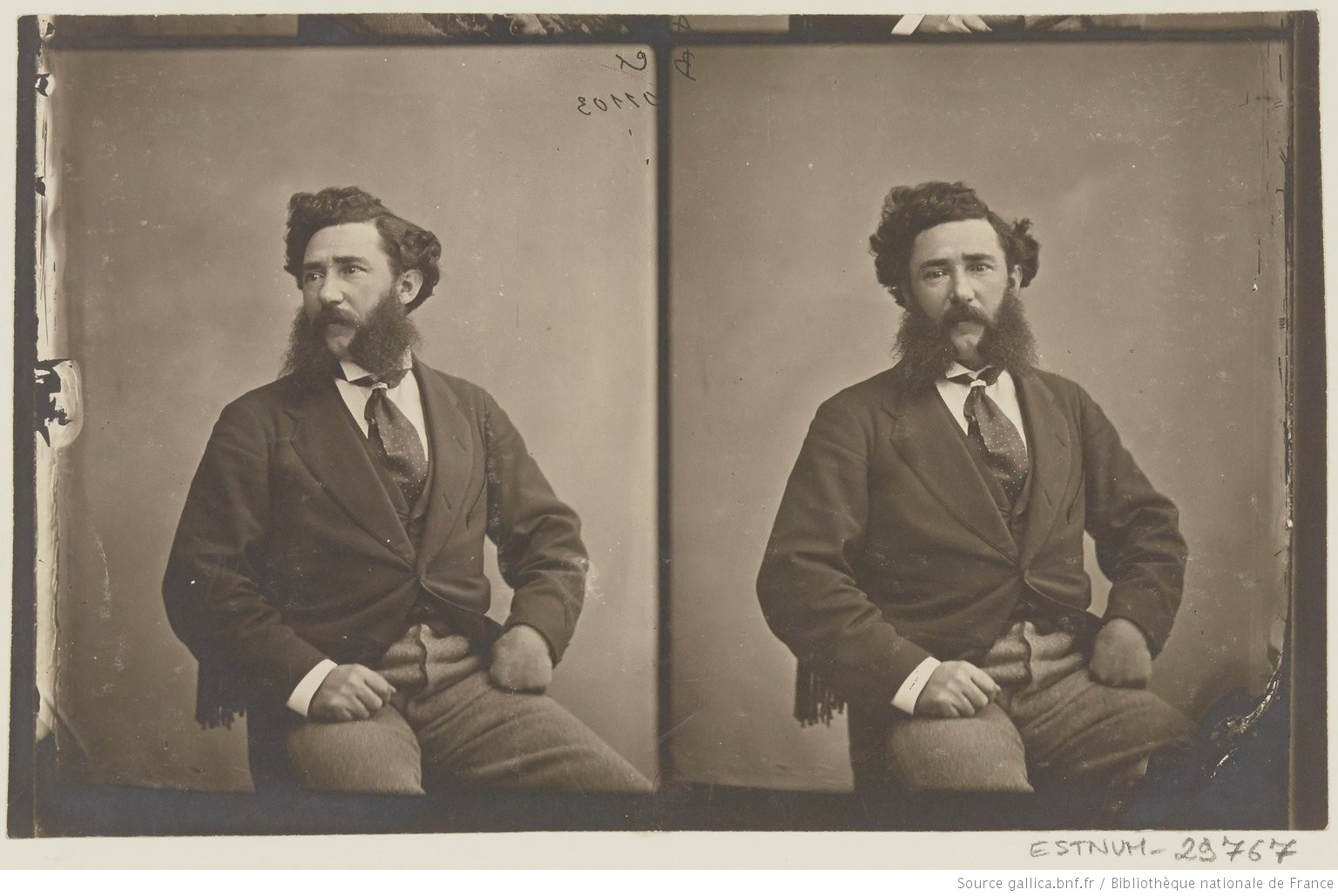
Фотопортрет Теодора Сівеля, 1867 рік (фотограф: Надар.)

Теодор Сівель народився 10 листопада 1834 року в містечку Сов, в французькому регіоні Окситанія в протестанській родині заможного землевласника Олександра Сівеля і Жанни Керолайн Брес.
До 14 років жив в родинному маєтку Mas Pigné в Сове (будинок зберігся і перетворений на готель, на його фасаді встановлено меморіальну табличку присвячену Сівелю). Освіту здобував в протестанській школі «Institution Olivier de Ganges», що знаходилась в містечку Ганж. У 18 років здобув ступінь бакалавра мистецтв і наук.

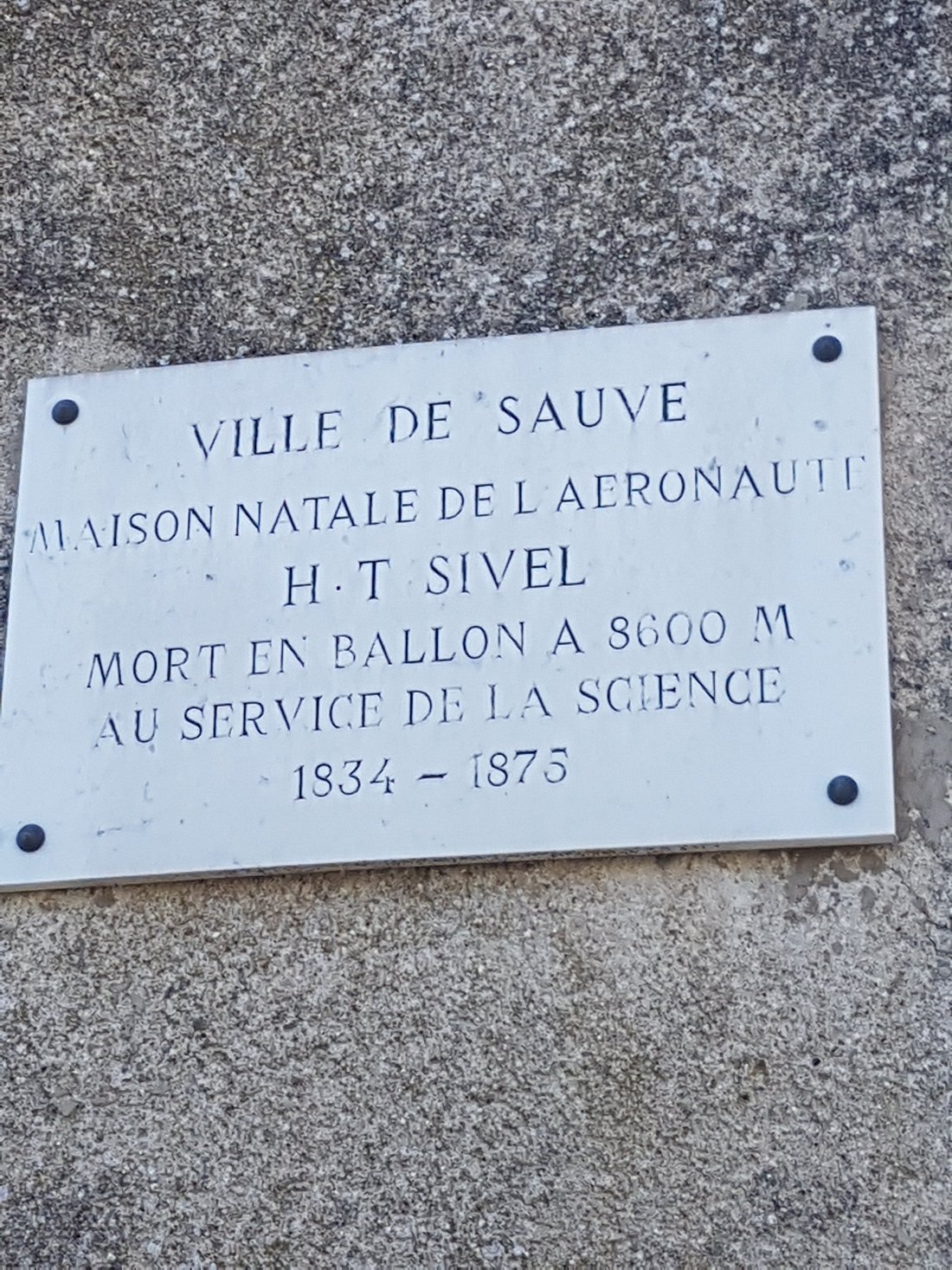
Меморіальна табличка присвячена Теодору Сівелю на фасаді його родинного будинку в Сове, Франція

Після навчання вирішив стати моряком і вирушив в Марсель, де декілька років навчався й згодом успішно здав іспит на капітана. Відомо, що Сівель здійснював плавання до французького острова Реюньйон в Індійському океані. В 1861 році був в французькій делегації, яка прибула на коронацію короля Мадагаскару Радами ІІ. Деякі джерела стверджують, що познайомившись з королем Радамою ІІ, Сівель одразу подружився з ним і навіть уклав вигідну для себе торгову угоду. В одному з листів, які він в ті часи відправляв своєму другу в Марсель, Сівель пише:
|  | Якщо це триватиме ще десять років, то я не тільки стану надзвичайно багатим, але й хочу, щоб наша дорога Франція мала тут найкращу зі своїх колоній. |

Проте, замах на короля і його передчасна смерть в 1863 році зірвали плани Сівеля і він був змушений повернутись до Франції. Після повернення в Марсель, Сівель з другом відвідує замок Шато-де-Флер де бачить політ на повітряній кулі Луїзи Пуатевен. Після побаченого Сівель починає все більше цікавитись польотами і аеронавігацією. Він знайомится з родиною Пуатевен, подорожує Європою разом з ними і в 1867 році в Берні одружується на Марі Пуатевен.
В 1870—1871 роках Сівель був активним учасником франко-прусської війни. А в 1872 році, він приєднується до Французького Товариства Повітроплавання (фр. Société de Navigation Aérienne de Paris). В цьому ж, 1872 році, він привернув увагу наукового світу, представивши проект власної повітряної експедиції на Північний полюс.
Працюючи в Société de Navigation Aérienne de Paris, Сівель винайшов декілька нових приладів і механізмів, які були корисними під час його польотів на повітряних кулях. Найвідомішими, є якірний конус (дозволяв повітряній кулі зменшувати швидкість підйому над водними поверхнями) і напрямний трос з поплавками (з його допомогою можна було визначати напрямок вітру вверху і внизу повітряної кулі прямо під час польоту). За все своє життя, Сівель здійснив понад двісті польотів на повітряних кулях, а його перший політ відбувся 26 квітня 1872 року.
22 березня 1874 року, здійснюючи політ з Жозефом Кроче-Спінеллі на повітряній кулі «Полярна Зірка» (фр. L'Étoile polaire) Сівель вперше використав балон з киснем для дихання на великих висотах.
На початку 1875 року, в своєму родинному маєтку Mas Pigné в Сове, він спроектував і виготовив повітряну кулю «Зеніт» (фр. Le Zénith).
23-24 березня 1875 року, Сівель був капітаном під час рекордного за тривалістю перебування в повітрі, польоту «Зеніта» з Парижа до Аркашона. Цей політ тривав 22 години і 40 хвилин.
15 квітня 1875 року здійснюючи ще один політ на «Зеніті» Сівель досяг рекордної висоти 8 600 метрів, після чого трагічно загинув від асфіксії. Разом з ним, під час цього польоту загинув і Жозеф Кроче-Спінеллі, а третій їхній супутник, Гастон Тіссандьє, дивом врятувався, проте частково втратив слух.

## Наукові польоти на повітряних кулях

### Проект польоту на Північний полюс

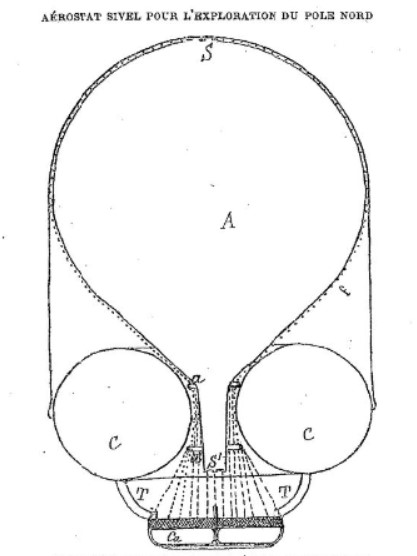
Проект повітряної кулі Теодора Сівеля, яка мала здійснити політ на Північний полюс (1872 рік)

В 1872 році Теодор Сівель представив власний проект польоту повітряної кулі на Північний полюс. 29 березня 1872 року «Французьке товариство повітроплавання» створило спеціальну комісію з семи науковців, які детально розглянули проект польоту Сівеля і 25 липня представили власний звіт стосовно можливості реалізації його ідеї. Керівником комісії був Жозеф Кроче-Спінеллі, а звіт пізніше було опубліковано в журналі «L'Aéronaute». Згідно з звітом, Сівель пропонував збудувати повітряну кулю об'ємом 15 000 — 18 000 м³. Гондола цієї повітряної кулі мала бути сплетена з міцної лози і бамбука та мала мати форму човна. Сівель, пропонував обшити її водонепроникною тканиною всередині й зовні і таким чином, гондола могла перетворитись на санки, якщо куля впаде у сніг чи на човен, якщо впаде у океан. До гондоли кріпились дві, невеликі за об'ємом, кількаметрові кулі, які мали виконати роль лиж, якщо куля сідатиме в сніг під час польоту. Оболонку своєї кулі, Сівель пропонував зробити суцільною й закритою і встановити під нею спеціальне кільце, через яке можна було б випускати зайвий водень, якщо в оболонці підвищиться тиск. Таким чином, він хотів контролювати витрати водню і тримати повітряну кулю на одній висоті, яка не мала перевищувати 800 м.
Екіпаж повітряної кулі мав складатись з групи вчених, кожен з яких був експертом в окремій галузі науки. Повітряну кулю і обладнання мав доставити якнайближче до Північного полюсу корабель, з якого й планувалось здійснити старт польоту. Політ мав відбуватись влітку, коли на півночі триває полярний день і сонце протягом шести місяців не заходить за горизонт. Їжі і води екіпаж мав взяти з запасом, якого б вистачило на три місяці.
Комісія, яка розглядала проект польоту Сівеля, у своїх висновках загалом підтримала його ідею і вважала, що такий політ на Північний полюс був би дуже складним, проте можливим. Після позитивного звіту комісії, Сівель намагався знайти кошти на організацію експедиції і будівництво повітряної кулі, проте ніхто не захотів платити за таку ризиковану ідею. Згодом, Сівель відмовився від ідеї підкорити полюс на повітряній кулі. Проте, його проект в 1896 році детально розглянув шведський вчений Соломон Андре і використав в процесі підготовки до власної знаменитої Полярної експедиції на повітряній кулі «Орел».

### Політ над Балтійським морем

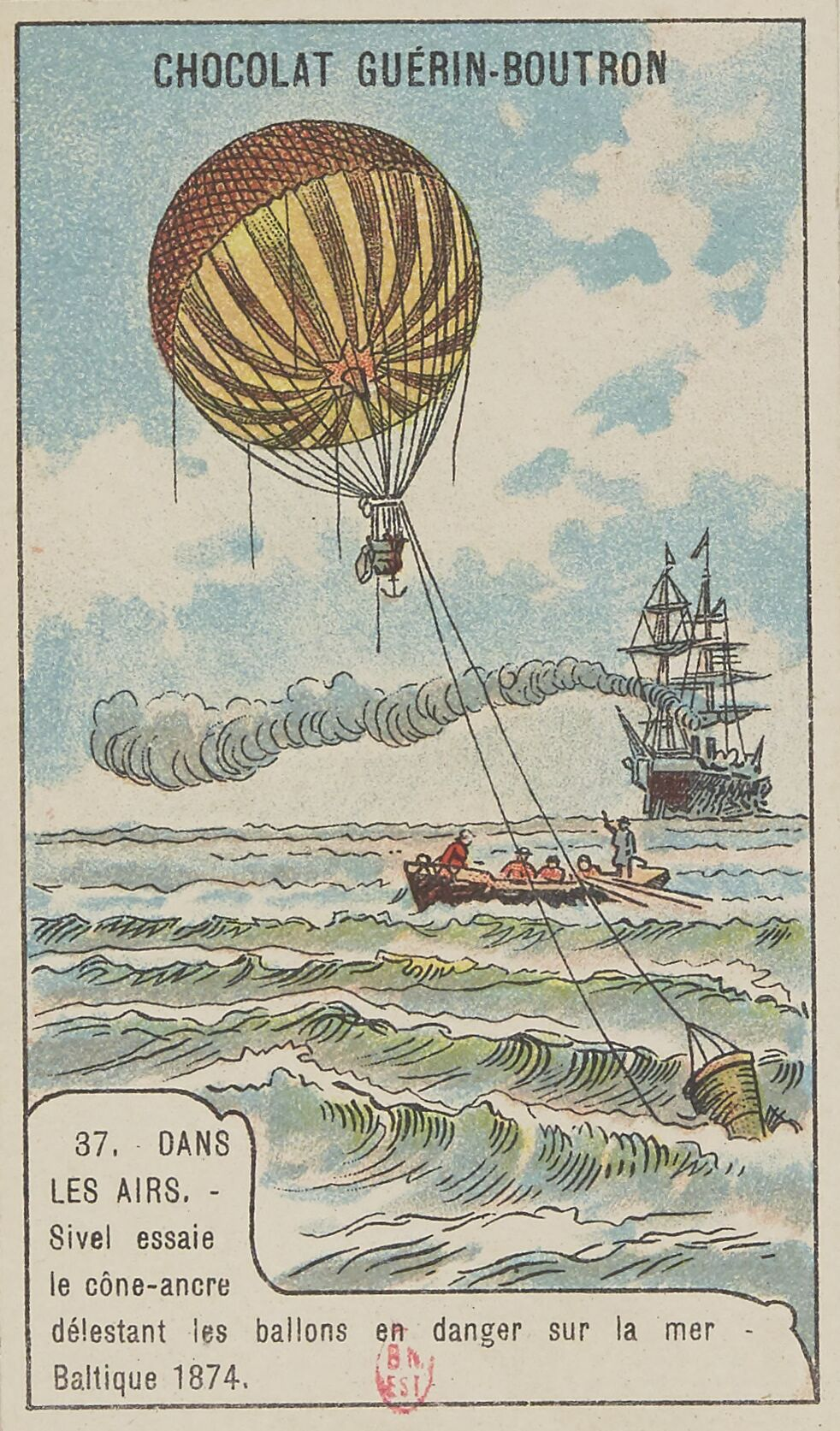
Теодор Сівель тестує власний якірний конус пролітаючи над Балтійським морем, 1874 рік (рекламна листівка шоколадної фабрики «Chocolat Guérin-Boutron»)

В 1874 році Теодор Сівель здійснив спробу польоту над Балтійським морем. Він намагався перелетіти на повітряній кулі з Копенгагена в Швецію з трьома пасажирами в гондолі. Згадуючи цей політ в листі до Жозефа Кроче-Спінеллі, Сівель писав:
|  | Я покинув Копенгаген із північно-західним вітром і сподівався приземлитися у Швеції. Але на середині протоки вітер змінився на північний. Маючи трьох пасажирів, я не думав, що варто намагатися перетнути Балтику. Отже, відкривши спусковий клапан, ми випустили водень і спустилися так швидко, що гондола занурилася на півтора фути у воду, а потім куля знову спробувала піднятись вгору. Але, завдяки моєму конусу-якорю повітряна куля залишилася на місці і ми змогли, не дрейфуючи в морі, чекати на прибуття човнів . |

Якірний конус, який згадував Сівель у своєму листі, був приладом, який складався з полотняного конуса приєднаного до дерев'яного кільця. Конус опускали у воду і він швидко набирав таку кількість води, яку повітряна куля не могла підняти. Відповідно, він дозволяв повітряній кулі зупинятись над водою і очікувати на рятувальний човен чи корабель. Так трапилось і над Балтійським морем: через годину після зупинки повітряної кулі Сівеля, до них припливли три рятувальні човни, в які по черзі пересідали всі пасажири кулі. Сівель виходив з гондоли останній, і як тільки він пересів у човен, полегшена повітряна куля спершу різко здійнялась вгору, а потім впала у воду і затонула.

### Польоти на повітряній кулі «Полярна зірка»

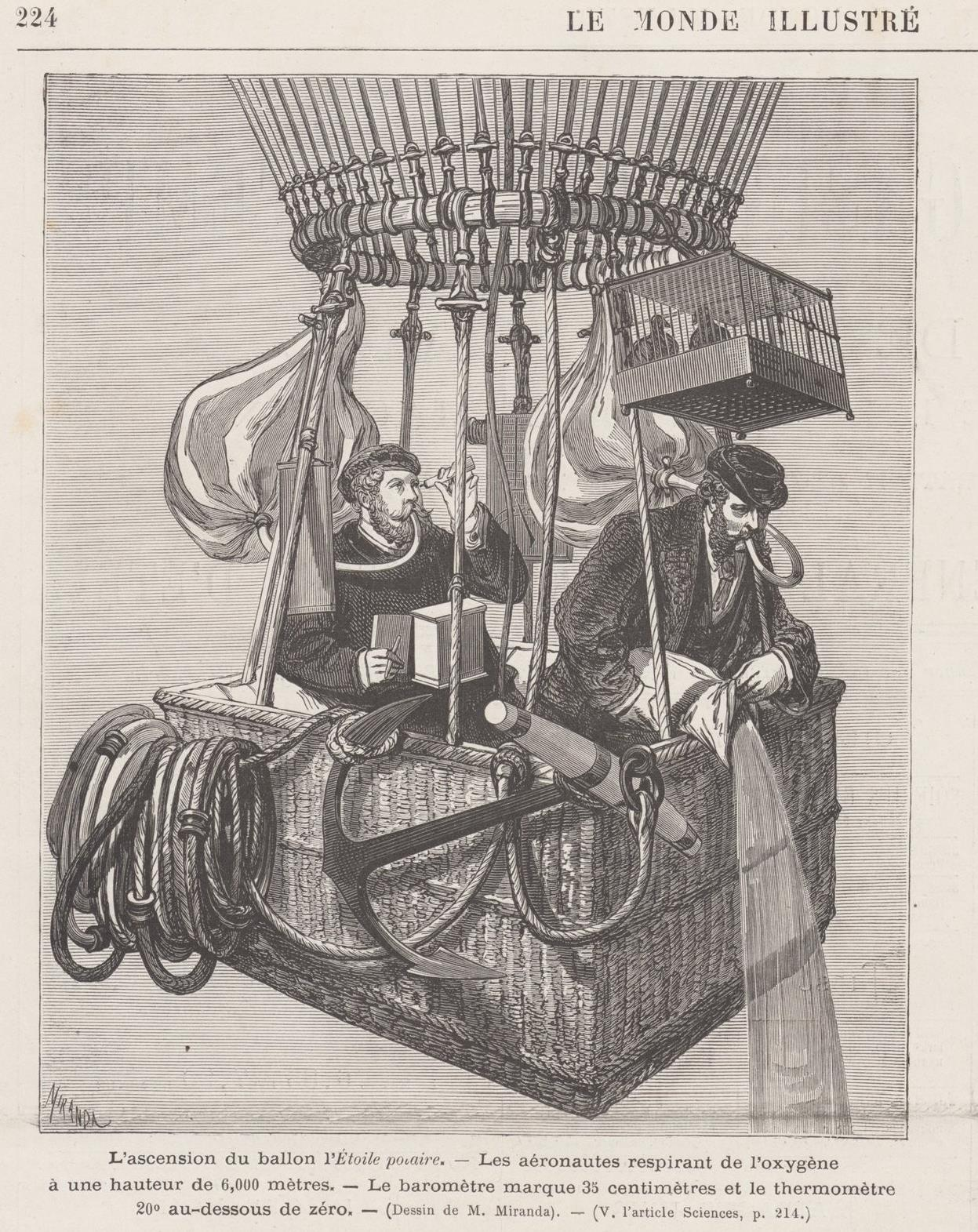
Політ Теодора Сівеля і Жозефа Кроче-Спінеллі на повітряній кулі «L'Etoile Polaire», 22 березня 1874 року

Перший політ Теодора Сівеля на повітряній кулі «Полярна зірка» (фр. L'Étoile polaire) відбувся навесні 1873 року, коли Французьке товариство повітроплавання організувало свою першу наукову експедицію на повітряній кулі. Про своє бажання взяти участь у цій експедиції заявило п'ять вчених, серед яких й опинився Теодор Сівель. Його супутниками стали Альфонс Пено, Жозеф Кроче-Спінеллі, Клод Жобер і доктор Фелікс Петард. Політ відбувся 26 квітня 1873 року , «Полярна зірка» досягла висоти 4600 метрів після чого успішно приземлилась недалеко від Парижа.
Під час польоту вчені здійснили ряд метеорологічних і аеронавігаційних дослідів, прилади для яких спеціально розробив Альфонс Пено. Серед них був диференціальний барометр з гумовою мембраною, який використали вперше і за допомогою якого можна було визначити висоту та швидкість підйому й спуску повітряної кулі. Пізніше цей прилад стане популярним серед аеронавтів і буде незамінним в багатьох наукових польотах.
Ще одним результатом повітряної експедиції «Полярної зірки» стала наукова стаття доктора Фелікса Петарда, видана в журналі L'Aéronaute. В цій статті, Петард детально описав свої спостереження за фізіологічним та психологічним станом членів екіпажу протягом польоту. Про Сівеля доктор Петард написав наступне:
|  | Містер Сівель чоловік сангвінічного темпераменту, він дуже енергійний і, крім того, мало чутливий до аеронавігаційних впливів атмосфери, через велику кількість польотів, які він вже здійснив . |

Другий політ Сівеля на повітряній кулі «Полярна зірка» відбувся 22 березня 1874 року. В цей політ вчені, вперше, за порадою фізіолога Пауля Берта, взяли невеликі м'які балони із запасом кисню. Ще перед польотом, Сівель і Кроче-Спінеллі провели тренування в спеціальній барокамері Пауля Берта. З камери, на певний проміжок часу, було викачано весь кисень й дихати тут можна було лише через спеціальну трубку, з'єднану з м'яким балоном. Цей експеримент дозволяв перевірити поведінку аеронавтів на висотах з надзвичайним атмосферним тиском і браком кисню в повітрі.
Такий незвичайний спосіб вільно дихати навіть там, де кисню практично не було, дозволив вченим спокійно виконувати метеорологічні дослідження та керувати повітряною кулею. В результаті, «Полярна зірка» піднялась на рекордну на той час висоту в 7300 метрів.
Під час своїх досліджень Сівель і Кроче-Спінеллі змогли виміряти температуру повітря на висоті понад 7000 м, яка становила -24 °C. Також, вчені вели спостереження за власними фізіологічними реакціями на розріджену атмосферу. Зокрема, вони помітили різке підвищення пульсу та зміну кольору обличчя й слизових оболонок.
Політ 22 березня 1874 року широко висвітлювався в пресі, що зробило Теодора Сівеля і Жозефа Кроче-Спінеллі відомими в Франції та Європі. Це дзволило вченим швидко знайти підтримку і кошти для своєї наступної повітряної експедиції.

### Польоти на повітряній кулі «Зеніт»

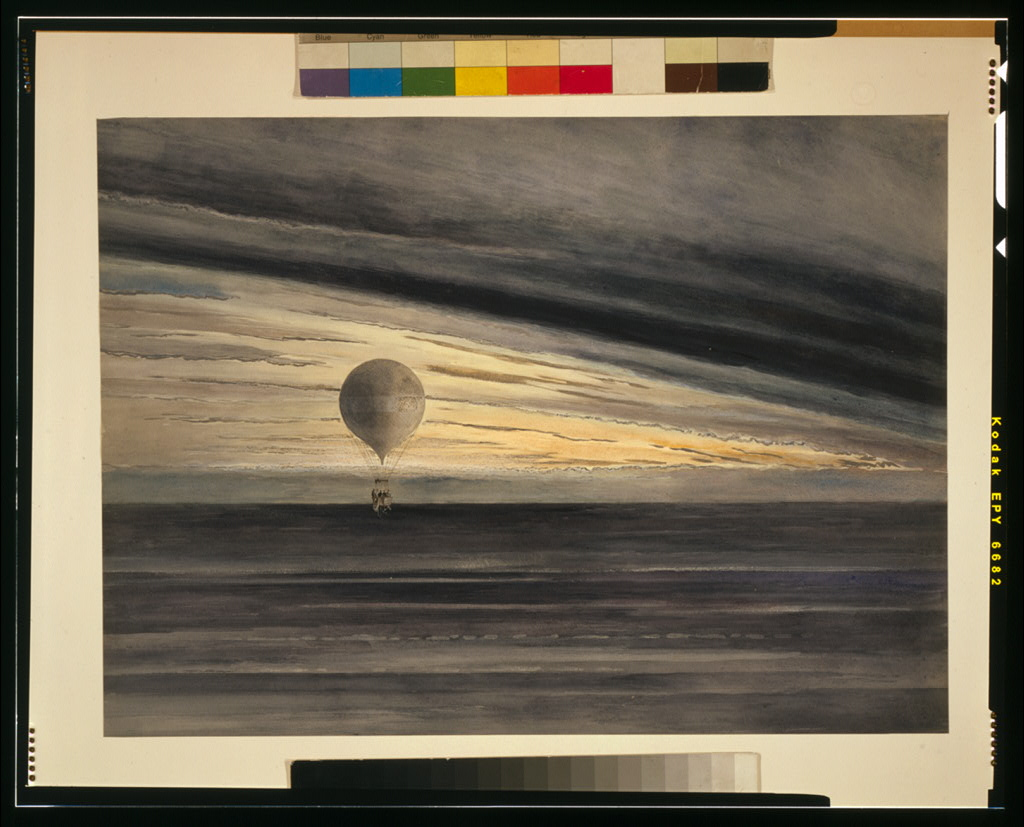
Повітряна куля «Зеніт» летить з Парижа в Аркашон з пятьма аеронавтами на борту, 23-24 березня 1875 року (малюнок Альберта Тіссандьє)

Місячний ореол і люмінісцентний хрест, які спостерігали аеронавти під час польоту «Зеніта» з Парижа в Аркашон, 23-24 березня 1875 року (малюнок Альберта Тіссандьє)

В 1874 році Теодор Сівель спроектував і розробив повітряну кулю «Зеніт». Цю нову повітряну кулю було збудовано в сімейному маєтку Сівеля, який знаходився в селищі Pignet, недалеко від містечка Сов. Над пошиттям оболонки для кулі працювали місцеві швачки, а Сівель керував процесом виготовлення великої 1-метрової корзини для пасажирів. В результаті, об'єм оболонки «Зеніта» зробили більшим ніж в попередньої кулі і він досяг 3 000 м³ (в «L'Étoile polaire» було лише 2 800 м³).
Перший політ «Зеніта» відбувся 23-24 березня 1785 року і він одразу став рекордним. Куля пролетіла з Парижа в Аркашон, а політ тривав аж 22 години і 40 хвилин. Він побив всі світові рекорди за тривалістю, перевершивши 18-годинний політ англійського аеронавта Чарльза Гріна, здійснений в 1836 році. Побити рекорд «Зеніта» змогли аж через одинадцять років, коли у вересні 1886 року француз Анрі Ерве здійснив 24-годинний переліт з Франції в Англію на повітряній кулі «Le National» .
23 березня «Зеніт» підготували до польоту на газовому заводі «La Villette» і о 18:20 годині вечора він успішно стартував. На борту повітряної кулі перебували пятеро аеронавтів: Теодор Сівель — виконував роль капітана, Жозеф Кроче-Спінеллі — проводив наукові досліди з спектографом, Клод Жобер — механік і досвідчений повітроплавець та двоє братів Гастон і Альберт Тіссандьє, які здійснювали власні наукові досліди. Альберт Тіссандьє протягом польоту робив малюнки всіх пейзажів, які побачили аеронавти.
Гастон Тіссандьє пізніше так описував перші години польоту:
|  | Ми піднімаємося в повітря, перетинаючи Париж, де тисячі вогнів мерехтять, як сузір'я зоряного неба. Ми повільно проходимо над садом Тюїльрі, над куполом Дому Інвалідів, і незабаром видовище великого мегаполісу зникає з горизонту, поступившись місцем не менш величним пейзажам села . |

Цілу ніч аеронавти проводять в польоті на висоті 700—1000 метрів над землею, повільно рухаючись до узбережжя океану на південному заході Франції. На світанку «Зеніт» долетів до містечка Ла-Рошель на узбережжі океану, а близько 10 години ранку розпочав свій переліт над Жирондою. Гастон Тіссандьє так описує цю подію:
|  | Ця переправа через велику річку, виконана о 10 годині ранку, з оглядом на Кордуанський маяк, безумовно, є одним із найбільш зворушливих моментів нашої подорожі. «Зеніт» входить у Жиронду в місці її найбільшої ширини, проходить там велично і досягає іншого берега лише через 35 хвилин . |

Після перетину Жиронди «Зеніт» ще шість годин летів над узбережжям океану і лише близько п'ятої вечора аеронавти здійснили успішне приземлення на галявину в сосновому лісі недалеко від Аркашона. Через декілька хвилин після приземлення, до них прибігли місцеві пастухи «на ходулях і з радісними та здивованими вигуками». Вони допомогли скласти обладнання й кулю та транспортувати їх до найближчого містечка.
Другий політ «Зеніта» відбувся 15 квітня 1875 року і завершився справжньою катастрофою, в результаті якої Теодор Сівель і Жозеф Кроче-Спінеллі загинули, а повітряна куля впала й розбилась об землю.

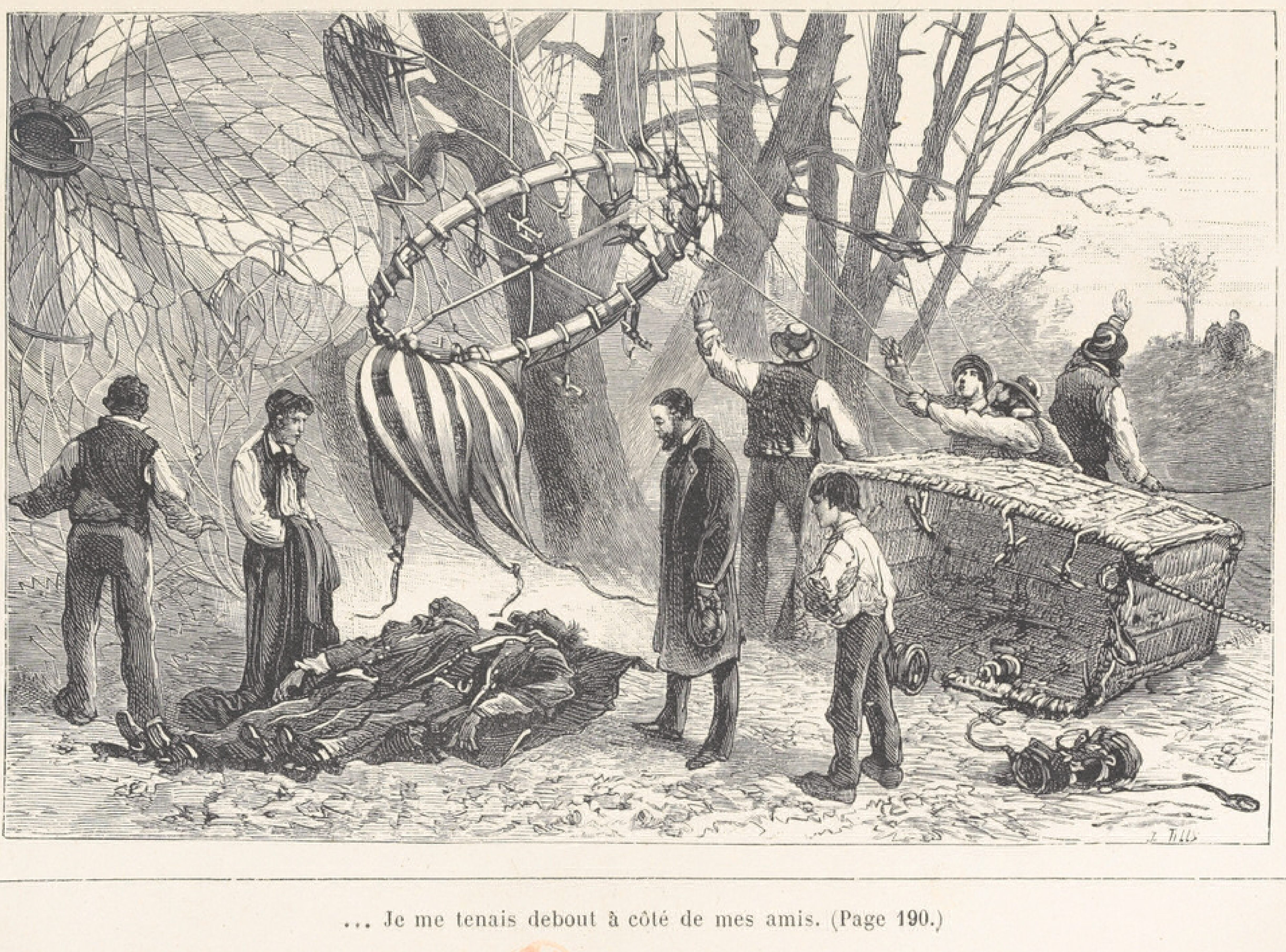
На місці падіння повітряної кулі «Зеніт», 15 квітня 1875 року, Сірон (Ендр), Франція

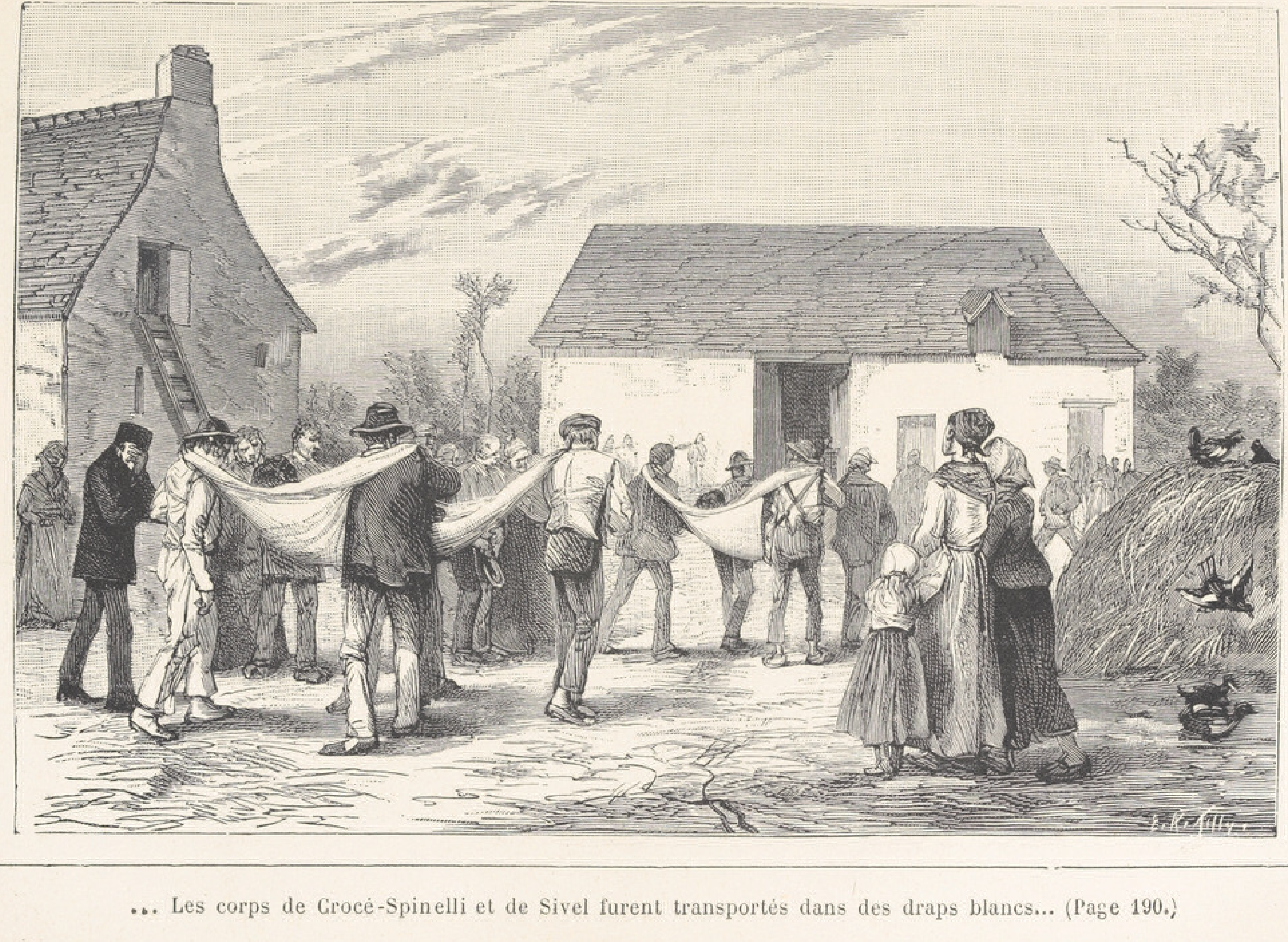
Тіла Кроче-Спінеллі і Сівеля заносять в сарай ферми біля якого впала повітряна куля «Зеніт», 15 квітня 1875 року

15 квітня 1875 року о 11 годині 52 хвилини «Зеніт» з Сівелем, Кроче-Спінеллі і Гастоном Тіссандьє в корзині відірвався від землі і розпочав свій підйом вгору. Гастон Тіссандьє пізніше згадував, що на висоті 300 метрів Теодор Сівель раптом радісно вигукнув:
|  | Ну ось ми і полетіли, друзі! Погляньте на наш «Зеніт» - який же він красивий! |

Близько першої години дня «Зеніт» досяг висоти 7000 метрів і дрейфував поверх перистих хмар, що складались з дрібних розсіяних частинок льоду. Приблизно в цей період часу всі троє аеронавтів відчули, що їм бракує повітря і почали вдихати по кілька ковтків кисневої суміші з балонів спеціально підготовлених перед польотом. Та це допомогло і коли
«Зеніт» досяг висоти 7500 метрів Кроче-Спінеллі і Гастон Тіссандьє вже ледь тримались на ногах. Сівель в цей час продовжував скидувати баласт і незабаром повітряна куля досягла рекордної висоти 8000 метрів. Після цього, всі троє аеронавтів втратили свідомість, а «Зеніт», досягши максимальної висоти 8600 метрів, почав швидко спускатись вниз. Із зменшенням висоти Кроче-Спінеллі першим прийшов до тями і побачивши, що куля падає, викинув трохи баласту і обладнання з корзини. Це сповільнило падіння і незабаром, «Зеніт» вдруге піднявся на висоту вище 8000 метрів, що ще більше погіршило стан аеронавтів.
О 3 годині 30 хвилин Тіссандьє прийшов до тями відчуваючи сильне запаморочення і слабкість. Відкривши очі, він побачив, що повітряна куля знову падає вниз зі страшною швидкістю. Корзину сильно розгойдувало і вона описувала великі кола в повітрі. Тіссандьє на колінах підповз до своїх друзів і почав їх будити. «Сівель! Кроче! Просніться!». Але ті нерухомо лежали на дні корзини. Зібравши рештки сил, Тіссандьє спробував підняти їх на ноги, та лиця аеронавтів вже потемніли, очі були каламутними, а рот був у крові.
Незабаром, ніким некерований «Зеніт» з страшною силою впав на поле біля містечка Сірон, що розташоване за 250 км від Парижа. Перевірка даних спеціального висотного барометра відбувалась в фізичній лабораторії Сорбонни і показала, що максимальна висота, якої досяг «Зеніт» під час свого польоту становила від 8540 до 8600 метрів. Жозеф Кроче-Спінеллі та Теодор Сівель загинули під час польоту від асфіксії, а Гастон Тіссандьє дивом зміг врятуватись і уникнути їхньої страшної долі, проте частково втратив слух. Для Зеніта цей політ став останнім, адже його так і не змогли відновити після падіння.

## Похорон

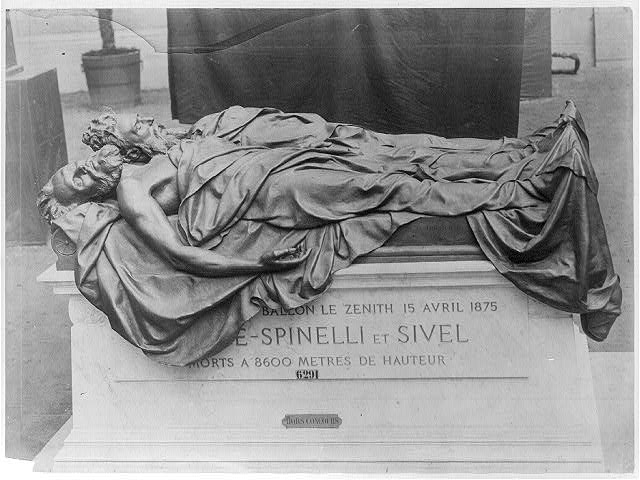
Скульптурна композиція гробниці Жозефа Кроче-Спінелі і Теодора Сівеля (скульптор: Альфонс Дюмілатр).

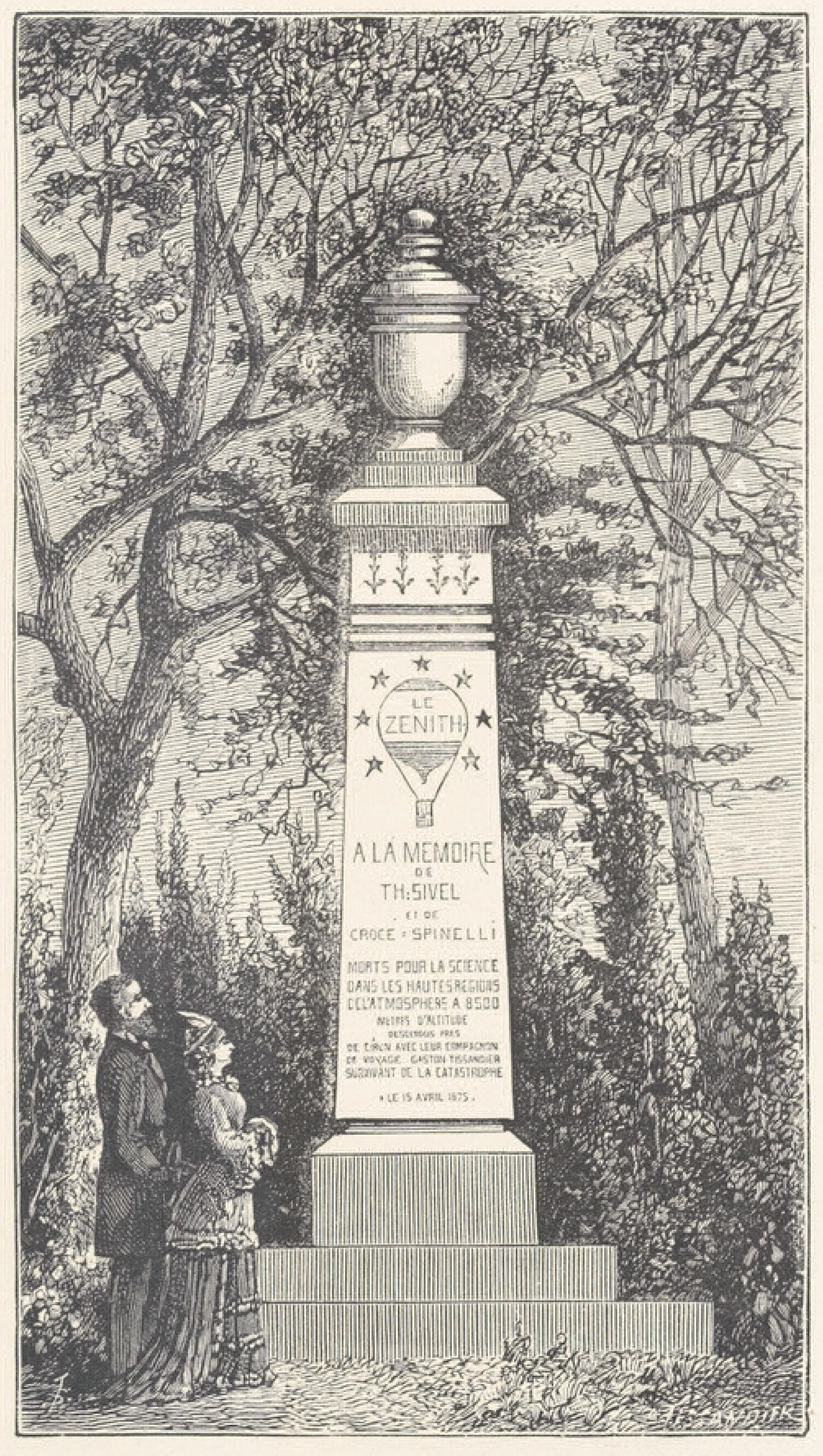
Пам'ятний знак встановлений в 1881 році на місці падіння повітряної кулі «Зеніт» (проект розробив Альберт Тіссандьє)

Після падіння «Зеніта» на поле поблизу містечка Сірон (Енд) Гастон Тіссандьє, який все ще перебував в шоковому стані розуміє, що його друзі загинули під час польоту. На місце падіння повітряної кулі починають збігатись місцеві жителі, яких стає все більше. Щоб уникнути зайвої цікавості від натовпу, Тіссандьє вирішує перенести тіла Кроче-Спінеллі і Сівеля в найближчий до поля сарай і залишає їх там, замкнувши сарай ключем. Зранку, він написав довгого листа для президента Французького Товариства Повітроплавання Ерве Мангона і відправив його в Париж. В листі, Гастон детально описав все, що пам'ятав про трагічний політ «Зеніта». Пізніше саме цей лист передрукували всі провідні газети Франції і Європи.
Похорон Сівеля і Кроче-Спінеллі відбувався 20 квітня. Спершу о 10:30 годині ранку близько 500—600 людей зібрались на Орлеанському вокзалі Парижа, куди прибули тіла загиблих вчених. В 11:15 годині протестантський пастор (загиблі були протестантами) Огюст-Сципіон Діде виголосив коротку промову, яка справила велике враження на присутніх. Потім процесія вирушила в дорогу і пройшла бульваром Контрескарп, площею Бастилії та вулицею Рю-де-ла-Пе до кладовища Пер-Лашез. Всю дорогу до кладовища натовп людей, які прийшли попрощатись з вченими зростав і на самій церемонії похорону місцева поліція нарахувала близько 5000-6000 тисяч людей. Французька газета L'Aeronaute подавала дещо іншу цифру і стверджувала, що похорон відвідали 20 000 людей.
Відомо, що похорон відвідали багато знаменитих французьких політиків, вчених, письменників і науковців. Серед них були: П'єр Данфер-Рошро, Поль Берт, Жан-Батис Дюма, Едмон Фремі, Ернест Пікард, Анрі Жіффар, Анрі Дюпюї де Лом та інші.

## Вшанування пам'яті

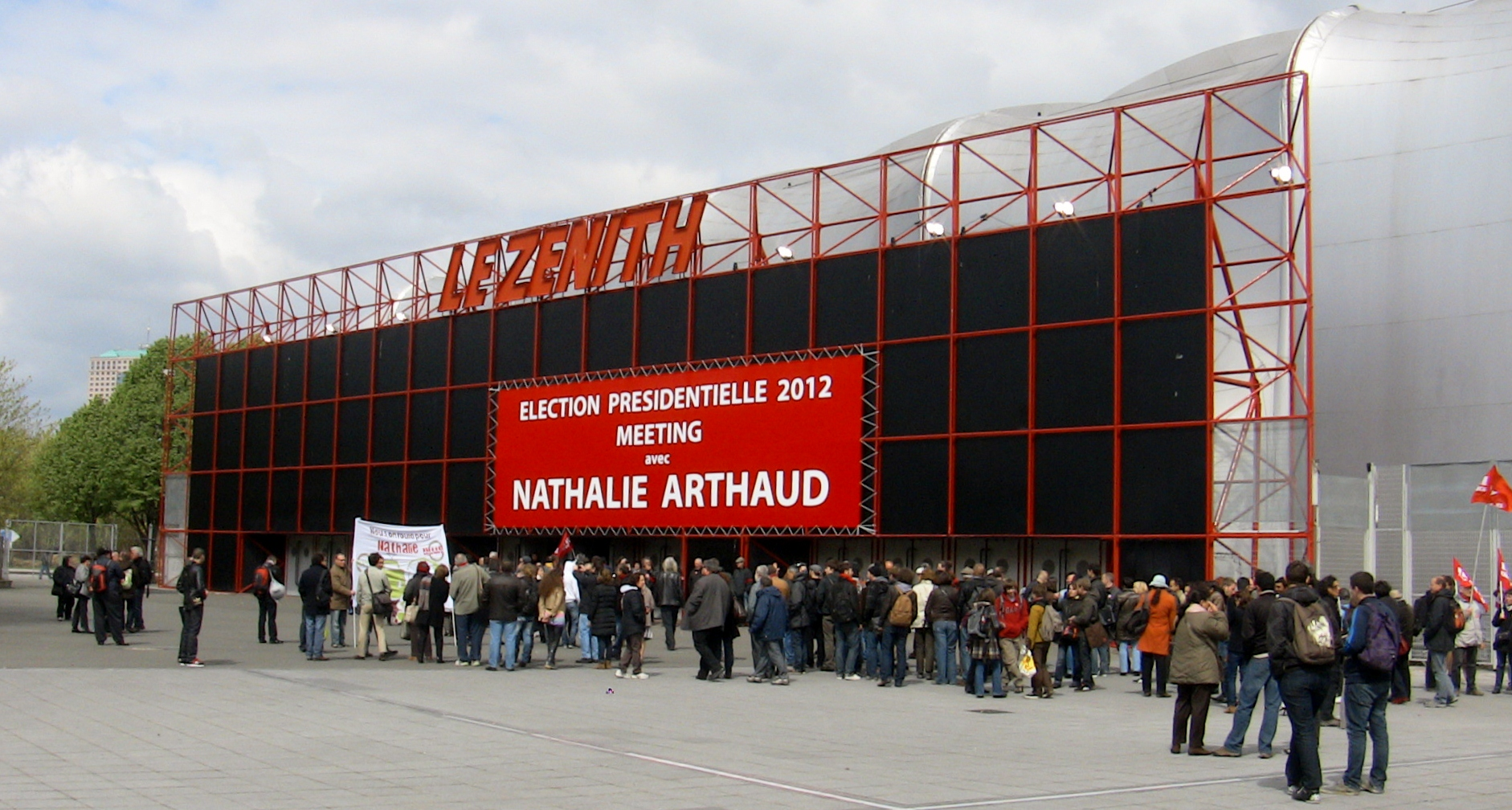
Концертний і виставковий зал «Le Zénith» в парку Ла-Віллетт, Париж

Після похорону Кроче-Спінеллі і Сівеля, Французьке Товариство Повітроплавання і декілька найбільших газет оголосили про публічний збір коштів, щоб допомогти сім'ям загиблих, а також встановити на місці падіння повітряної кулі пам'ятний знак. Цей пам'ятник, розроблений Альбертом Тіссандьє, урочисто відкрили 25 березня 1881 року. Він мав вигляд великого кам'яного обеліска. 4 квітня 2017 року його внесли до списку історичної пам'яті Франції.
В 1878 році на кладовищі Пер-Лашез було урочисто встановлено скульптурну композицію з зображенням вчених, яку створив французький скульптор Альфонс Дюмілатр. За задумом скульптора, Кроче-Спінеллі і Сівель лежать один біля одного і тримаються за руки. В схожій позі їхні тіла побачили місцеві селяни, які першими прибули на місце трагедії «Зеніта». Ця унікальна скульптура на гробниці вчених приваблює тисячі туристів, які щороку відвідують кладовище Пер-Лашез.
Катастрофа «Зеніта» і смерть Кроче-Спінеллі з Сівелем надихнули французького поета і майбутнього лауреата Нобелівської премії з літератури Сюллі Прюдома написати вірш «Le Zenith».
Падіння «Зеніта» настільки сколихнули французьку спільноту, що в перші роки після трагедії на честь Кроче-Спінеллі і Сівеля були створенні декілька оперних композицій, які виконувались під час театральних вистав. Найвідоміші з них: «Le Zenith» (слова: Адольф Перро, музика: Робер Планкет) і «Les martyrs du Zénith» (слова: Жульєн Фок, музика: Джейкоб Жюль).
В 1891 році французький політик і тодішній міністр культури Джек Ленг вирішив спроектувати і побудувати великий концертний і виставковий зал за межами Парижа. Місцем для будівництва було обрано парк Ла-Віллетт. Оскільки саме з цього парку колись стартувала повітряна куля «Зеніт» то концертний зал так і назвали в її честь «Le Zénith». Пізніше цю назву зареєстрували як торгову марку і поширили концепцію будівництва великих концертних і виставкових залів Le Zénith по всій Франції. Станом на 2021 рік вже побудовані і працюють 17 таких концертних залів по всій країні.